# Da’an (köpinghuvudort i Kina, Hainan Sheng, lat 18,70, long 109,21)
Da'an är en köpinghuvudort i Kina. Den ligger i provinsen Hainan, i den södra delen av landet, omkring 190 kilometer sydväst om provinshuvudstaden Haikou. Antalet invånare är 25 239. Befolkningen består av 11 973 kvinnor och 13 266 män. Barn under 15 år utgör 20,0 %, vuxna 15-64 år 70 %, och äldre över 65 år 9,0 %.
Runt Da'an är det ganska tätbefolkat, med 185 invånare per kvadratkilometer. Närmaste större samhälle är Qianjia, 19,4 km sydväst om Da'an. Omgivningarna runt Da'an är en mosaik av jordbruksmark och naturlig växtlighet.
Genomsnittlig årsnederbörd är 2 114 millimeter. Den regnigaste månaden är juli, med i genomsnitt 364 mm nederbörd, och den torraste är januari, med 14 mm nederbörd.